# پرتر نک (کارولینای شمالی)
پرتر نک (به انگلیسی: Porters Neck) شهری در ایالت کارولینای شمالی کشور ایالات متحده آمریکا است که جمعیت آن در سرشماری سال ۲۰۱۰ میلادی، ۶٬۲۰۴ نفر بوده‌است.